# Amédée Ponceau
Amédée Ponceau est un philosophe français né le 6 octobre 1884 à Saint-Amand-Montrond et mort le 23 avril 1948 à Saint-Christophe-sur-Condé.

## Biographie
Professeur dans le secondaire, Ponceau développa une philosophie de l'existence. Proche de Sartre auquel il emprunte, il forge le concept d'action constituante : l'individu se fait par le biais du dépassement de soi dans l'action. Son premier livre, Initiation philosophique (1944), le pousse à poursuivre sa réflexion dans différents domaines de la pensée comme la politique et la littérature. Il meurt à son bureau en achevant ces lignes : 
"Le sommeil, la réflexion, la mort nous surprennent dans les positions les plus diverses - positions dans lesquelles il faut rester au moment où l'on est surpris. Être surpris par la mort comme on est surpris par la réflexion. Peut-être celui qui meurt est-il celui qui renonce à échapper à une certaine position bienheureuse dont l'occasion - en apparence tragique ou malencontreuse - lui est fournie. Vient un jour où l'on ne laisse pas échapper l'occasion de mourir - comme on ne laisse pas échapper, une fois par hasard, l'occasion de réfléchir."

## Œuvres
- Initiation philosophique, Paris, Marcel Rivière, 1944 (2 tomes).
- Timoléon, réflexions sur la tyrannie, Paris, Myrte, 1950.
- Paysages et destins balzaciens. Daubin 1950. éditions Jupiter 1959, Beauchesne 1974.
- Musique et angoisse, Paris, La Colombe, 1951.
- Le temps dépassé : l'art et l'histoire, Paris, Marcel Rivière, 1973.